# Place Bolívar

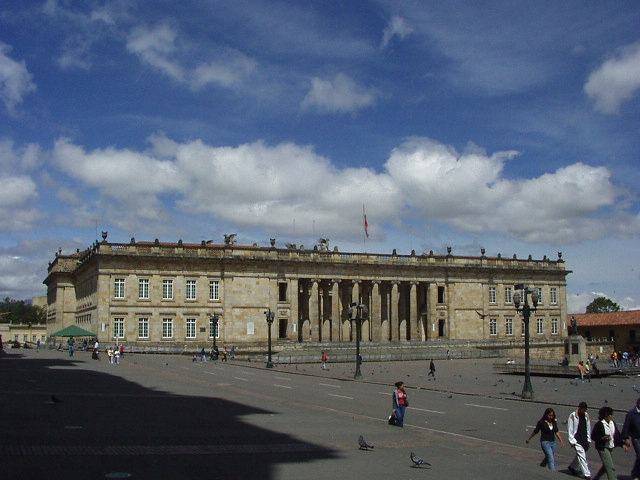
Capitole national

La place Bolívar (en espagnol : plaza de Bolívar) est la place principale (plaza mayor) de Bogota, capitale de la Colombie, et possède en son centre une statue de Simón Bolívar. 

## Situation
La place s'étend sur 13 903 m2 au cœur de l'arrondissement de La Candelaria, dans le centre historique de la capitale. Elle peut accueillir plus de 55 000 personnes.

## Monuments
Elle est entourée par le Palais de justice au nord, la cathédrale de l'Immaculée-Conception, la chapelle du Saint-Sacrement et l'archevêché à l'est, le Capitole national au sud et l'hôtel de ville (palais Liévano), construit par l'architecte français Gaston Lelarge, à l'ouest.

Panorama de la place Bolívar.

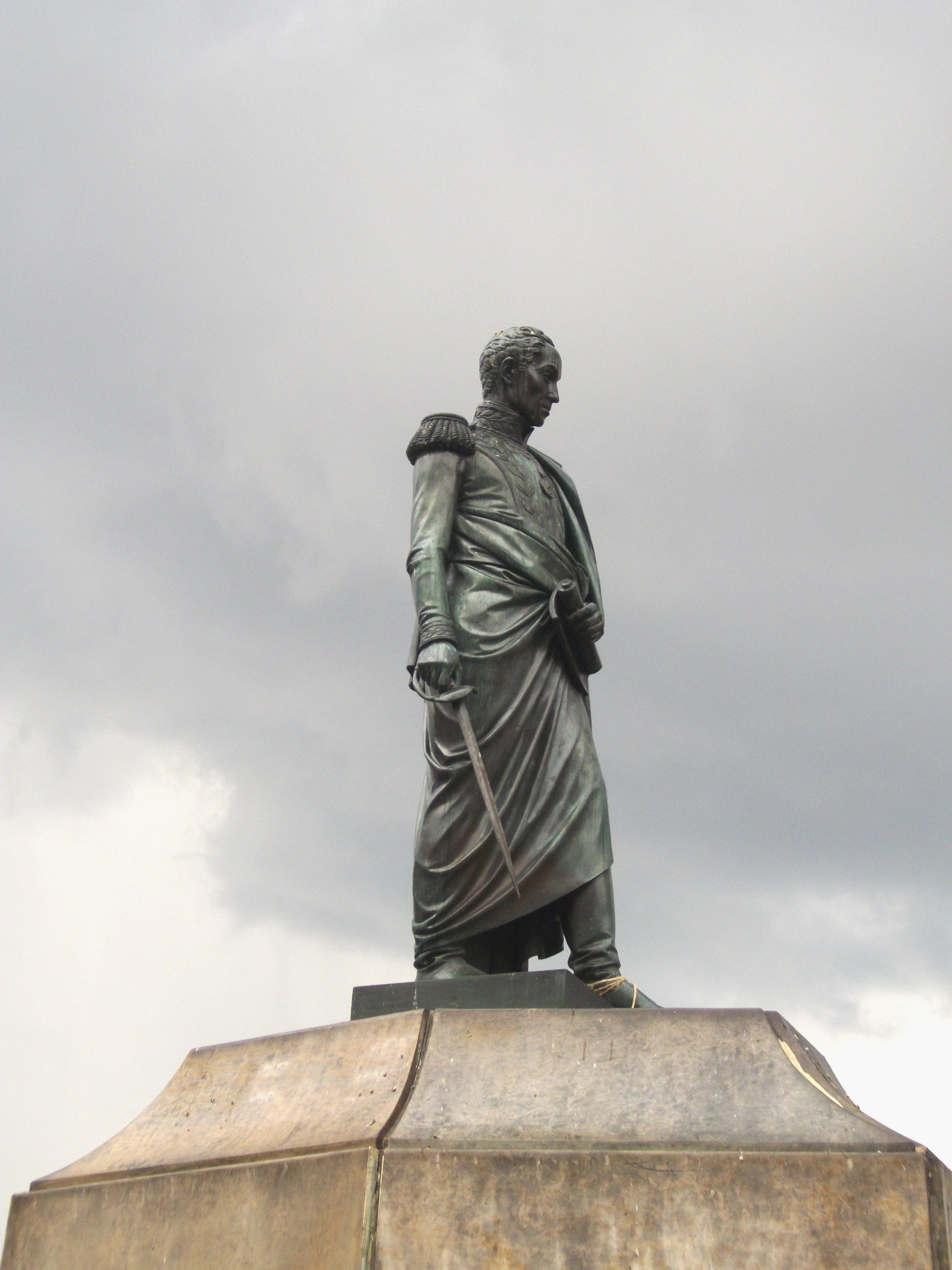
Monument à Simón Bolívar El Libertador par Pietro Tenerani, (1846), place Bolívar